# Hans Tschäni

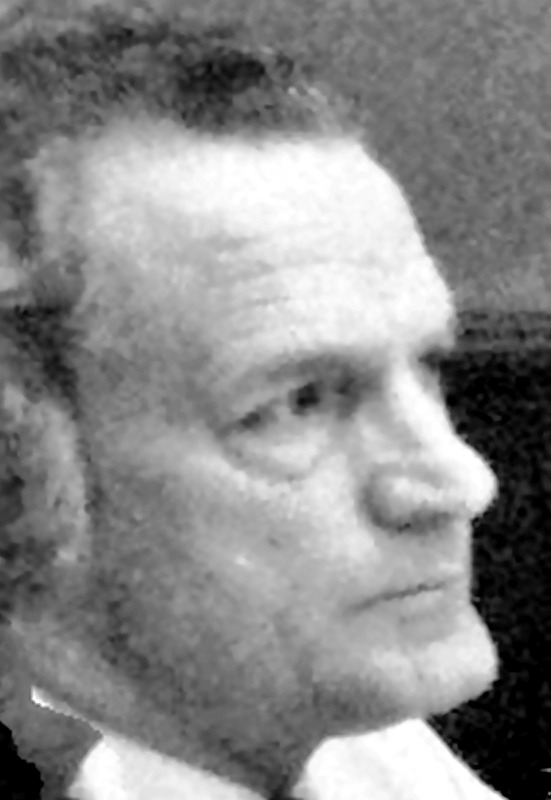
Hans Tschäni, 1972

Hans Tschäni (* 12. Juni 1916 in Basel; † 15. Januar 1999 in Wädenswil), von Dittingen und Rüschlikon, war ein Schweizer Journalist und Publizist.

## Biographie
Hans Tschäni wuchs als Sohn des Arthur Tschäni (Steinhauer und Kleinbauer) und der Lina, geborene Cueni, in einer neunköpfigen Familie im Laufental auf. Er besuchte von 1922 bis 1932 die Schulen in Dittingen und Laufen und machte von 1933 bis 1937 in Basel eine Lehre als Schriftsetzer. Daneben besuchte er an der Volkshochschule historische, literarische und juristische Kurse. Danach arbeitete er als Buchbinder und Schriftsetzer, unter anderem bei der National-Zeitung, wo er erste Schreibversuche machte.
1950 wechselte er in den Journalismus und war 1950 bis 1953 Alleinredaktor beim Fricktaler Boten. Von 1953 bis 1960 war er Inlandredaktor der Luzerner Neuesten Nachrichten und von Frühling 1960 bis Ende Juni 1981 Inlandredaktor, ab 1. April 1970 als Nachfolger von Paul Künzli Inlandchef des Tages-Anzeigers. Dort war er 1963 entscheidend an der Umgestaltung der Zeitung beteiligt.
Tschäni war 1969 bis 1974 Mitglied des Zentralvorstands der Neuen Helvetischen Gesellschaft. Der Austausch zwischen den Schweizer Sprachregionen war ihm ein wichtiges Anliegen, unter anderem als Präsident der Oertli-Stiftung (1990–1997) und als erster Präsident der literarischen CH-Reihe. In dieser erschienen unter seinem Präsidium rund 40 Übersetzungen zeitgenössischer Schweizer Autoren in den jeweils anderen Landessprachen. 1979 wurde ihm dafür der neugeschaffene Preis des Schweizer Buchhandels verliehen.
Tschäni publizierte mehrere Reflexionen über die schweizerische Politik und Wirtschaft. Sein Werk Profil der Schweiz, hervorgegangen aus einem 1964 im Tages-Anzeiger publizierten 12-teiligen Staatsbürgerkurs, wurde schweizweit im Staatskundeunterricht verwendet. Nach seiner Pensionierung Ende Juni 1981 schrieb er im Tages-Anzeiger noch Kolumnen zum innenpolitischen Geschehen, seit Ende 1984 unter dem Titel «Politische Gedankengänge». Gegen Ende 1991 gab er, verärgert über die Entlassung des damaligen Chefredaktors Viktor Schlumpf, in der er eine Verletzung der inneren Pressefreiheit des Tages-Anzeigers sah, diese Tätigkeit auf.
Tschäni war seit 1946 verheiratet mit Hanny Staeheli, die kurz vor ihm verstarb.

## Auszeichnungen
- 1979 Preis des Schweizer Buchhandels

## Werke
- Profil der Schweiz. Ein lebendiges Staatsbild. Rascher, Zürich 1966, ISBN 978-3-7941-0519-9.
- Opposition ausserhalb des Parlaments. In: Politische Rundschau. Jg. 49, Nr. 3 (1970), S. 139–141.
- Mini-Profil der Schweiz. Sauerländer, Aarau 1971.
- Die Diktatur des Patriotismus. Für eine freiere Schweiz. Pharos, Basel 1972, ISBN 978-3-7230-0069-4.
- Demokratie auf dem Holzweg. Bemerkungen zur helvetischen Dauerkrise. Artemis, Zürich 1975, ISBN 978-3-7608-0397-5.
- Parteien, Programme, Parolen. Sauerländer, Aarau 1979, ISBN 978-3-7941-1944-8.
- Wer regiert die Schweiz? Eine kritische Untersuchung über den Einfluss von Lobby und Verbänden in der schweizerischen Demokratie. Orell Füssli, Zürich 1983, ISBN 978-3-492-10508-8.
- Wem gehört die Schweiz? Eine kritische Sicht auf den Umgang mit Eigentum und Bodenbesitz in der Vergangenheit und heute. Zürich 1986, ISBN 978-3-280-01648-0.
- Zur Zukunftstauglichkeit des Milizsystems. Bern 1987.
- Das neue Profil der Schweiz. Konstanz und Wandel einer alten Demokratie. Werd, Zürich 1990, ISBN 978-3-85932-024-6.
- Lehrblätz Laufental. Vom schwierigen Weg der direkten Demokratie. In: Andreas Cueni (Hrsg.): Lehrblätz Laufental. Vom schwierigen Weg der direkten Demokratie. Zürich 1993, ISBN 978-3-85932-105-2, S. 93–104.